# Cermenate
Cermenate est une commune italienne de la province de Côme, dans la région Lombardie.

## Administration
| Période                                  | Période | Identité | Étiquette | Qualité |
| ---------------------------------------- | ------- | -------- | --------- | ------- |
|                                          |         |          |           |         |
| Les données manquantes sont à compléter. |         |          |           |         |

### Personnalités liées à la commune
- Riccardo Tisci, styliste chez Givenchy, y est né.

### Communes limitrophes
Bregnano, Cadorago, Cantù, Carimate, Lazzate, Lentate sul Seveso, Vertemate con Minoprio